# Copa Perú 2012
La Copa Perú 2012 fue la edición número 40 de la competición y se disputó desde el mes de febrero, en sus primeras etapas, en cada departamento del Perú. El torneo otorgó al cuadro del UTC un cupo para la Primera División de la temporada 2013 y los equipos que llegaron hasta cuartos de final obtendrán un cupo para la Segunda División 2013.
|  |

## Etapa Regional
Esta fase se inició en el mes de septiembre luego de la finalización de la tercera etapa de la Copa Perú, llamada "Etapa Departamental", que clasifica a dos equipos por cada Departamento del Perú. A estos clubes se unirá el equipo que ocupó el último lugar en la Segunda División Peruana 2011: U América FC. Además, de acuerdo a la Resolución N.º 002-FPF-2011, los clubes eliminados en la Etapa Nacional de la Copa Perú 2011 también empezarán su participación en esta etapa según la región que le corresponda. Finalmente, tras renunciar a participar en la Segunda División 2012, el descendido del Descentralizado 2011, Colegio Nacional de Iquitos por problemas económicos, también formará parte del torneo desde esta fase.

### Región I
| Departamento | Club                      | Ciudad   | Condición                                          |
| ------------ | ------------------------- | -------- | -------------------------------------------------- |
| Amazonas     | Deportivo Municipal       | Mendoza  | Campeón Departamental                              |
| Amazonas     | Grupo Malca               | Bagua    | Subcampeón Departamental                           |
| Lambayeque   | Deportivo Pomalca         | Pomalca  | Campeón Departamental                              |
| Lambayeque   | Willy Serrato             | Pimentel | Subcampeón Departamental                           |
| Piura        | José Olaya                | Paita    | Campeón Departamental                              |
| Piura        | José Olaya                | Sechura  | Subcampeón Departamental                           |
| Piura        | Rosario Central de Letirá | Sechura  | Compensación Etapa Departamental de Copa Perú 2011 |
| Piura        | Atlético Grau             | Piura    | Eliminado de la Etapa Nacional 2011                |
| Tumbes       | Sporting Pizarro          | Tumbes   | Campeón Departamental                              |
| Tumbes       | Académicos Alfred Nobel   | Tumbes   | Subcampeón Departamental                           |

#### Grupo A
| Equipo                  | PJ | PG | PE | PP | GF | GC | DG  | Pts      |
| ----------------------- | -- | -- | -- | -- | -- | -- | --- | -------- |
| Académicos Alfred Nobel | 5  | 5  | 0  | 0  | 11 | 2  | 9   | 15       |
| Atlético Grau           | 5  | 3  | 1  | 1  | 19 | 4  | 15  | RETIRADO |
| Deportivo Pomalca       | 5  | 1  | 2  | 2  | 5  | 6  | -1  | RETIRADO |
| Municipal de Mendoza    | 4  | 1  | 1  | 2  | 7  | 17 | -10 | RETIRADO |
| José Olaya (Sechura)    | 1  | 0  | 0  | 1  | 1  | 2  | -1  | RETIRADO |

#### Resultados
| Fecha      | Hora  | Equipo Local            | Resultado | Equipo Visita           |  |
| ---------- | ----- | ----------------------- | --------- | ----------------------- |  |
| 23-09-2012 | 15:30 | Atlético Grau           | 2 - 1     | José Olaya (Sechura)    |  |
| 23-09-2012 | 16:00 | Académicos Alfred Nobel | 2 - 0     | Deportivo Pomalca       |  |
| 29-09-2012 | 16:00 | Deportivo Pomalca       | 0 - 0     | Atlético Grau           |  |
| 30-09-2012 | 15:30 | Municipal de Mendoza    | 1 - 2     | Académicos Alfred Nobel |  |
| 03-10-2012 | 13:30 | Atlético Grau           | 14 - 2    | Municipal de Mendoza    |  |
| 03-10-2012 | 15:30 | José Olaya (Sechura)    | 0 - 3     | Deportivo Pomalca       |  |
| 07-10-2012 | 15:00 | José Olaya (Sechura)    | 0 - 3     | Académicos Alfred Nobel |  |
| 07-10-2012 | 15:00 | Municipal de Mendoza    | 1 - 1     | Deportivo Pomalca       |  |
| 10-10-2012 | 15:00 | Académicos Alfred Nobel | 1 - 0     | Atlético Grau           |  |
| 10-10-2012 | 15:00 | Municipal de Mendoza    | 3 - 0     | José Olaya (Sechura)    |  |
| 14-10-2012 | 15:00 | Deportivo Pomalca       | 1 - 3     | Académicos Alfred Nobel |  |
| 14-10-2012 | 15:00 | José Olaya (Sechura)    | 0 - 3     | Atlético Grau           |  |
| 17-10-2012 | 15:00 | Atlético Grau           | -         | Deportivo Pomalca       |  |
| 17-10-2012 | 15:00 | Académicos Alfred Nobel | -         | Municipal de Mendoza    |  |
| 21-10-2012 | 15:00 | Municipal de Mendoza    | -         | Atlético Grau           |  |
| 21-10-2012 | 15:00 | Deportivo Pomalca       | -         | José Olaya (Sechura)    |  |
| 24-10-2012 | 15:00 | Académicos Alfred Nobel | -         | José Olaya (Sechura)    |  |
| 24-10-2012 | 15:00 | Deportivo Pomalca       | -         | Municipal de Mendoza    |  |
| 28-10-2012 | 15:00 | Atlético Grau           | -         | Académicos Alfred Nobel |  |
| 28-10-2012 | 15:00 | José Olaya (Sechura)    | -         | Municipal de Mendoza    |  |

#### Grupo B
| Equipo             | PJ | PG | PE | PP | GF | GC | DG | Pts      |
| ------------------ | -- | -- | -- | -- | -- | -- | -- | -------- |
| Sporting Pizarro   | 6  | 5  | 1  | 0  | 13 | 4  | 9  | 16       |
| Willy Serrato      | 6  | 2  | 3  | 1  | 10 | 4  | 6  | 9        |
| José Olaya (Paita) | 5  | 2  | 1  | 2  | 3  | 6  | -3 | 7        |
| Grupo Malca        | 6  | 1  | 1  | 4  | 7  | 12 | -5 | 4        |
| Rosario Central    | 4  | 1  | 0  | 3  | 5  | 9  | -4 | RETIRADO |

#### Resultados
| Fecha      | Hora  | Equipo Local       | Resultado | Equipo Visita      |  |
| ---------- | ----- | ------------------ | --------- | ------------------ |  |
| 23-09-2012 | 15:30 | Grupo Malca        | 1 - 1     | Willy Serrato      |  |
| 23-09-2012 | 16:00 | Sporting Pizarro   | 3 - 1     | Rosario Central    |  |
| 29-09-2012 | 16:00 | Willy Serrato      | 1 - 1     | Sporting Pizarro   |  |
| 30-09-2012 | 15:45 | José Olaya (Paita) | 1 - 0     | Grupo Malca        |  |
| 03-10-2012 | 15:30 | Rosario Central    | 0 - 3     | Willy Serrato      |  |
| 03-10-2012 | 15:30 | Sporting Pizarro   | 1 - 0     | José Olaya (Paita) |  |
| 07-10-2012 | 15:00 | Rosario Central    | 3 - 1     | Grupo Malca        |  |
| 07-10-2012 | 15:00 | José Olaya (Paita) | 0 - 0     | Willy Serrato      |  |
| 10-10-2012 | 15:00 | Grupo Malca        | 1 - 3     | Sporting Pizarro   |  |
| 10-10-2012 | 15:00 | José Olaya (Paita) | 2 - 1     | Rosario Central    |  |
| 14-10-2012 | 15:00 | Willy Serrato      | 4 - 0     | Grupo Malca        |  |
| 14-10-2012 | 15:00 | Rosario Central    | 0 - 3     | Sporting Pizarro   |  |
| 17-10-2012 | 15:00 | Grupo Malca        | 4 - 0     | José Olaya (Paita) |  |
| 17-10-2012 | 15:00 | Sporting Pizarro   | 2 - 1     | Willy Serrato      |  |
| 21-10-2012 | 15:00 | Willy Serrato      | 3 - 0     | Rosario Central    |  |
| 21-10-2012 | 15:00 | José Olaya (Paita) | -         | Sporting Pizarro   |  |
| 24-10-2012 | 15:00 | Grupo Malca        | 3 - 0     | Rosario Central    |  |
| 24-10-2012 | 15:00 | Willy Serrato      | -         | José Olaya (Paita) |  |
| 28-10-2012 | 15:00 | Rosario Central    | 0 - 3     | José Olaya (Paita) |  |
| 28-10-2012 | 15:00 | Sporting Pizarro   | -         | Grupo Malca        |  |

### Región II
| Departamento | Club                             | Ciudad       | Condición                           |
| ------------ | -------------------------------- | ------------ | ----------------------------------- |
| Áncash       | Unión Juventud                   | Chimbote     | Campeón Departamental               |
| Áncash       | Huracán de Toma                  | Carhuaz      | Subcampeón Departamental            |
| Cajamarca    | Alianza Cutervo                  | Cutervo      | Campeón Departamental               |
| Cajamarca    | Cruzeiro Porcón                  | Cajamarca    | Subcampeón Departamental            |
| Cajamarca    | Universidad Técnica de Cajamarca | Cajamarca    | Eliminado de la Etapa Nacional 2011 |
| La Libertad  | Carlos A. Mannucci               | Trujillo     | Campeón Departamental               |
| La Libertad  | Juventud Bellavista FBC          | La Esperanza | Subcampeón Departamental            |
| La Libertad  | Universitario Grau               | Huamachuco   | Eliminado de la Etapa Nacional 2011 |
| San Martín   | Deportivo Santos                 | Tarapoto     | Campeón Departamental               |
| San Martín   | Sport Alto Mayo                  | Naranjillo   | Subcampeón Departamental            |

#### Grupo A
| Equipo              | PJ | PG | PE | PP | GF | GC | DG | Pts |
| ------------------- | -- | -- | -- | -- | -- | -- | -- | --- |
| Juventud Bellavista | 4  | 3  | 1  | 0  | 5  | 0  | 5  | 10  |
| Cruzeiro Porcón     | 3  | 0  | 2  | 1  | 0  | 2  | -2 | 2   |
| Unión Juventud      | 3  | 0  | 1  | 2  | 0  | 3  | -3 | 1   |

#### Resultados
| Fecha      | Hora  | Equipo Local        | Resultado    | Equipo Visita       |  |
| ---------- | ----- | ------------------- | ------------ | ------------------- |  |
| 23-09-2012 | 15:30 | Juventud Bellavista | 2 - 0        | Unión Juventud      |  |
| 26-09-2012 | 15:00 | Cruzeiro Porcón     | 0 - 2        | Juventud Bellavista |  |
| 29-09-2012 | 15:30 | Unión Juventud      | 0 - 0        | Cruzeiro Porcón     |  |
| 07-10-2012 | 15:00 | Unión Juventud      | 0 - 1        | Juventud Bellavista |  |
| 10-10-2012 | 15:00 | Juventud Bellavista | 0 - 0        | Cruzeiro Porcón     |  |
| 14-10-2012 | 15:00 | Cruzeiro Porcón     | (no se jugó) | Unión Juventud      |  |

#### Grupo B
| Equipo             | PJ | PG | PE | PP | GF | GC | DG  | Pts |
| ------------------ | -- | -- | -- | -- | -- | -- | --- | --- |
| Alianza Cutervo    | 6  | 4  | 2  | 0  | 10 | 2  | 8   | 14  |
| Universitario Grau | 6  | 2  | 3  | 1  | 10 | 5  | 5   | 9   |
| Deportivo Santos   | 6  | 1  | 3  | 2  | 10 | 8  | 2   | 6   |
| Huracán de Toma    | 6  | 1  | 0  | 5  | 2  | 17 | -15 | 3   |

#### Resultados
| Fecha      | Hora  | Equipo Local       | Resultado | Equipo Visita      |  |
| ---------- | ----- | ------------------ | --------- | ------------------ |  |
| 23-09-2012 | 15:30 | Huracán de Toma    | 2 - 0     | Deportivo Santos   |  |
| 23-09-2012 | 15:30 | Alianza Cutervo    | 2 - 0     | Universitario Grau |  |
| 26-09-2012 | 13:30 | Deportivo Santos   | 2 - 2     | Universitario Grau |  |
| 26-09-2012 | 15:30 | Huracán de Toma    | 0 - 1     | Alianza Cutervo    |  |
| 30-09-2012 | 13:00 | Universitario Grau | 1 - 0     | Huracán de Toma    |  |
| 30-09-2012 | 15:30 | Alianza Cutervo    | 3 - 2     | Deportivo Santos   |  |
| 07-10-2012 | 15:00 | Universitario Grau | 0 - 0     | Alianza Cutervo    |  |
| 07-10-2012 | 15:00 | Deportivo Santos   | 5 - 0     | Huracán de Toma    |  |
| 10-10-2012 | 15:00 | Universitario Grau | 1 - 1     | Deportivo Santos   |  |
| 10-10-2012 | 15:00 | Alianza Cutervo    | 4 - 0     | Huracán de Toma    |  |
| 14-10-2012 | 15:00 | Deportivo Santos   | 1 - 1     | Alianza Cutervo    |  |
| 14-10-2012 | 15:00 | Huracán de Toma    | 0 - 3     | Universitario Grau |  |

#### Grupo C
| Equipo                           | PJ | PG | PE | PP | GF | GC | DG | Pts |
| -------------------------------- | -- | -- | -- | -- | -- | -- | -- | --- |
| Universidad Técnica de Cajamarca | 4  | 3  | 0  | 1  | 9  | 4  | 5  | 9   |
| Sport Alto Mayo                  | 4  | 3  | 0  | 1  | 9  | 5  | 4  | 9   |
| Carlos A. Mannucci               | 4  | 0  | 0  | 4  | 2  | 11 | -9 | 0   |

#### Resultados
| Fecha      | Hora  | Equipo Local                     | Resultado    | Equipo Visita                    |  |
| ---------- | ----- | -------------------------------- | ------------ | -------------------------------- |  |
| 22-09-2012 | 12:00 | Universidad Técnica de Cajamarca | 3 - 0        | Sport Alto Mayo                  |  |
| 26-09-2012 | 20:00 | Carlos A. Mannucci               | 1 - 2        | Universidad Técnica de Cajamarca |  |
| 30-09-2012 | 13:30 | Sport Alto Mayo                  | 3 - 1        | Carlos A. Mannucci               |  |
| 07-10-2012 | 15:00 | Sport Alto Mayo                  | 3 - 1        | Universidad Técnica de Cajamarca |  |
| 11-10-2012 | 15:00 | Universidad Técnica de Cajamarca | 3 - 0        | Carlos A. Mannucci               |  |
| 14-10-2012 | 15:00 | Carlos A. Mannucci               | (No se jugó) | Sport Alto Mayo                  |  |

Partido extra
| Fecha      | Hora  |                                  | Resultado |                 |
| ---------- | ----- | -------------------------------- | --------- | --------------- |
| 16-10-2012 | 15:00 | Universidad Técnica de Cajamarca | 1 - 0     | Sport Alto Mayo |

#### Definición del mejor segundo
| Fecha      | Hora       |                 | Resultado     |                    |
| ---------- | ---------- | --------------- | ------------- | ------------------ |
| 18-10-2012 | 4:00 p. m. | Sport Alto Mayo | 3 - 3 (5-3 p) | Universitario Grau |

#### Semifinal
| Equipo local ida | Resultado | Equipo visitante ida             | Ida   | Vuelta |
| ---------------- | --------- | -------------------------------- | ----- | ------ |
| Alianza Cutervo  | 3 - 7     | Universidad Técnica de Cajamarca | 2 - 3 | 1 - 4  |
| Sport Alto Mayo  | 4 - 4     | Juventud Bellavista              | 4 - 1 | 0 - 3  |

### Región III
| Departamento | Club                                        | Ciudad           | Condición                                      |
| ------------ | ------------------------------------------- | ---------------- | ---------------------------------------------- |
| Loreto       | Alianza Cristiana                           | Andoas           | Campeón Departamental                          |
| Loreto       | Universidad Nacional de la Amazonía Peruana | Iquitos          | Subcampeón Departamental                       |
| Loreto       | Los Tigres                                  | Iquitos          | Eliminado de la Etapa Nacional 2011            |
| Loreto       | Colegio Nacional de Iquitos                 | Iquitos          | Descendido del Campeonato Descentralizado 2011 |
| Ucayali      | Deportivo Municipal de Purús                | Puerto Esperanza | Campeón Departamental                          |
| Ucayali      | Defensor San Alejandro                      | San Alejandro    | Subcampeón Departamental                       |
| Ucayali      | Universidad Nacional de Ucayali             | Pucallpa         | Eliminado de la Etapa Nacional 2011            |

#### Grupo A
| Equipo             | PJ | PG | PE | PP | GF | GC | DG | Pts |
| ------------------ | -- | -- | -- | -- | -- | -- | -- | --- |
| Alianza Cristiana  | 3  | 2  | 1  | 0  | 5  | 2  | 3  | 7   |
| Los Tigres         | 3  | 2  | 1  | 0  | 6  | 4  | 2  | 7   |
| Municipal de Purús | 3  | 1  | 0  | 2  | 3  | 4  | -1 | 3   |
| UNAP               | 3  | 0  | 0  | 3  | 3  | 7  | -4 | 0   |

#### Resultados
| Fecha      | Hora  | Equipo Local       | Resultado | Equipo Visita     |  |
| ---------- | ----- | ------------------ | --------- | ----------------- |  |
| 29-09-2012 | 13:00 | Los Tigres         | 1 - 1     | Alianza Cristiana |  |
| 29-09-2012 | 15:00 | Municipal de Purús | 2 - 0     | UNAP              |  |
| 03-10-2012 | 13:00 | Municipal de Purús | 1 - 2     | Los Tigres        |  |
| 03-10-2012 | 15:00 | Alianza Cristiana  | 2 - 1     | UNAP              |  |
| 06-10-2012 | 13:00 | Municipal de Purús | 0 - 2     | Alianza Cristiana |  |
| 06-10-2012 | 15:00 | Los Tigres         | 3 - 2     | UNAP              |  |

Partido extra
| Fecha      | Hora  |            | Resultado |                   |
| ---------- | ----- | ---------- | --------- | ----------------- |
| 09-10-2012 | 15:00 | Los Tigres | 1 - 2     | Alianza Cristiana |

#### Grupo B
| Equipo                          | PJ | PG | PE | PP | GF | GC | DG | Pts |
| ------------------------------- | -- | -- | -- | -- | -- | -- | -- | --- |
| Defensor San Alejandro          | 2  | 2  | 0  | 0  | 4  | 2  | 2  | 6   |
| Colegio Nacional de Iquitos     | 2  | 1  | 0  | 1  | 4  | 4  | 0  | 3   |
| Universidad Nacional de Ucayali | 2  | 0  | 0  | 2  | 1  | 3  | -2 | 0   |

#### Resultados
| Fecha      | Hora  | Equipo Local                    | Resultado | Equipo Visita               |  |
| ---------- | ----- | ------------------------------- | --------- | --------------------------- |  |
| 30-09-2012 | 15:00 | Defensor San Alejandro          | 3 - 2     | Colegio Nacional de Iquitos |  |
| 03-10-2012 | 20:00 | Universidad Nacional de Ucayali | 1 - 2     | Colegio Nacional de Iquitos |  |
| 07-10-2012 | 15:00 | Universidad Nacional de Ucayali | 0 - 1     | Defensor San Alejandro      |  |

#### Final regional
| Fecha      | Hora  |                        | Resultado |                   |
| ---------- | ----- | ---------------------- | --------- | ----------------- |
| 13-10-2012 | 15:00 | Defensor San Alejandro | 1 - 2     | Alianza Cristiana |

### Región IV
| Departamento | Club                | Distrito   | Condición                                      |
| ------------ | ------------------- | ---------- | ---------------------------------------------- |
| Callao       | Márquez FC          | Ventanilla | Campeón Departamental                          |
| Callao       | Juventud La Perla   | La Perla   | Subcampeón Departamental                       |
| Lima         | Deportivo Municipal | Breña      | Campeón Departamental                          |
| Lima         | Walter Ormeño       | Imperial   | Subcampeón Departamental                       |
| Lima         | Géminis             | Comas      | Eliminado de la Etapa Nacional 2011            |
| Lima         | U América           | San Luis   | Descendido de la Segunda División Peruana 2011 |

#### Primera fase
| Equipo local ida  | Resultado global | Equipo local vuelta   | Ida   | Vuelta |
| ----------------- | ---------------- | --------------------- | ----- | ------ |
| Juventud La Perla | 0 - 5            | 'Deportivo Municipal' | 0 - 1 | 0 - 4  |
| 'Walter Ormeño'   | 1 - 1 (4-2 p)    | Cultural Géminis      | 0 - 1 | 1 - 0  |
| U América         | 3 - 3 (v)        | Márquez FC            | 2 - 2 | 1 - 1  |

#### Semifinal
| Equipo local ida | Resultado global | Equipo local vuelta | Ida   | Vuelta |
| ---------------- | ---------------- | ------------------- | ----- | ------ |
| Géminis          | 0 - 0 (3-4 p)    | Deportivo Municipal | 0 - 0 | 0 - 0  |
| Márquez FC       | 1 - 8            | Walter Ormeño       | 0 - 3 | 1 - 5  |

#### Final regional
| Equipo local  | Resultado global | Equipo visita       |
| ------------- | ---------------- | ------------------- |
| Walter Ormeño | 1 - 0            | Deportivo Municipal |

### Región V
| Departamento | Club                                   | Ciudad         | Condición                           |
| ------------ | -------------------------------------- | -------------- | ----------------------------------- |
| Huánuco      | Universidad Nacional Hermilio Valdizán | Huanuco        | Campeón Departamental               |
| Huánuco      | Unión Castillo Grande                  | Tingo María    | Subcampeón Departamental            |
| Junín        | Alipio Ponce                           | Mazamari       | Campeón Departamental               |
| Junín        | Deportivo Municipal                    | Mazamari       | Subcampeón Departamental            |
| Junín        | ADT                                    | Tarma          | Eliminado de la Etapa Nacional 2011 |
| Pasco        | FBC Rancas                             | Cerro de Pasco | Campeón Departamental               |
| Pasco        | Juventud Ticlacayán                    | Ticlacayán     | Subcampeón Departamental            |

#### Grupo A
| Equipo                | PJ | PG | PE | PP | GF | GC | DG  | Pts |
| --------------------- | -- | -- | -- | -- | -- | -- | --- | --- |
| Juventud Ticlacayán   | 4  | 3  | 0  | 1  | 13 | 2  | 11  | 9   |
| Alipio Ponce          | 4  | 3  | 0  | 1  | 7  | 3  | 4   | 9   |
| Unión Castillo Grande | 4  | 0  | 0  | 4  | 3  | 18 | -15 | 0   |

#### Resultados
| Fecha      | Hora  | Equipo Local          | Resultado | Equipo Visita         |  |
| ---------- | ----- | --------------------- | --------- | --------------------- |  |
| 16-09-2012 | 15:00 | Alipio Ponce          | 0 - 1     | Juventud Ticlacayán   |  |
| 23-09-2012 | 15:00 | Unión Castillo Grande | 1 - 4     | Alipio Ponce          |  |
| 30-09-2012 | 15:00 | Unión Castillo Grande | 1 - 2     | Juventud Ticlacayán   |  |
| 07-10-2012 | 15:00 | Juventud Ticlacayán   | 0 - 1     | Alipio Ponce          |  |
| 14-10-2012 | 15:00 | Alipio Ponce          | 2 - 1     | Unión Castillo Grande |  |
| 21-10-2012 | 15:00 | Juventud Ticlacayán   | 10 - 0    | Unión Castillo Grande |  |

Partido extra
| Fecha      | Hora  |                     | Resultado |              |
| ---------- | ----- | ------------------- | --------- | ------------ |
| 28-10-2012 | 15:00 | Juventud Ticlacayán | 3 - 2     | Alipio Ponce |

#### Grupo B
| Equipo                                 | PJ | PG | PE | PP | GF | GC | DG | Pts |
| -------------------------------------- | -- | -- | -- | -- | -- | -- | -- | --- |
| Municipal de Mazamari                  | 6  | 5  | 0  | 1  | 13 | 6  | 7  | 15  |
| Universidad Nacional Hermilio Valdizán | 6  | 3  | 1  | 2  | 9  | 12 | -3 | 10  |
| FC Rancas                              | 6  | 3  | 0  | 3  | 12 | 7  | 5  | 9   |
| ADT                                    | 6  | 0  | 1  | 5  | 3  | 12 | -9 | 1   |

#### Resultados
| Fecha      | Hora  | Equipo Local                           | Resultado | Equipo Visita                          |  |
| ---------- | ----- | -------------------------------------- | --------- | -------------------------------------- |  |
| 16-09-2012 | 15:00 | ADT                                    | 0 - 1     | Universidad Nacional Hermilio Valdizán |  |
| 16-09-2012 | 15:00 | Asociación FC RANCAS                   | 0 - 1     | Municipal de Mazamari                  |  |
| 22-09-2012 | 15:00 | Universidad Nacional Hermilio Valdizán | 3 - 2     | Municipal de Mazamari                  |  |
| 23-09-2012 | 15:00 | ADT                                    | 1 - 2     | Asociación FC RANCAS                   |  |
| 30-09-2012 | 15:00 | Municipal de Mazamari                  | 2 - 0     | ADT                                    |  |
| 30-09-2012 | 15:00 | FC RANCAS                              | 4 - 1     | Universidad Nacional Hermilio Valdizán |  |
| 07-10-2012 | 15:00 | Universidad Nacional Hermilio Valdizán | 1 - 1     | ADT                                    |  |
| 07-10-2012 | 15:00 | Municipal de Mazamari                  | 2 - 1     | FC RANCAS                              |  |
| 13-10-2012 | 15:00 | Municipal de Mazamari                  | 4 - 1     | Universidad Nacional Hermilio Valdizán |  |
| 14-10-2012 | 15:00 | FC RANCAS                              | 4 - 0     | ADT                                    |  |
| 21-10-2012 | 15:00 | ADT                                    | 1 - 2     | Municipal de Mazamari                  |  |
| 21-10-2012 | 15:00 | Universidad Nacional Hermilio Valdizán | 2 - 1     | FC RANCAS                              |  |

#### Final Regional
| Fecha      | Hora  | Equipo A            | Resultado | Equipo B              |  |
| ---------- | ----- | ------------------- | --------- | --------------------- |  |
| 31-10-2012 | 15:00 | Juventud Ticlacayan | 1 - 0     | Municipal de Mazamari |  |

### Región VI
| Departamento | Club                      | Ciudad        | Condición                           |
| ------------ | ------------------------- | ------------- | ----------------------------------- |
| Ayacucho     | Sport Social Libertad     | Huanca Sancos | Campeón Departamental               |
| Ayacucho     | Deportivo Municipal       | Pichari       | Subcampeón Departamental            |
| Huancavelica | Deportivo Municipal       | Yauli         | Campeón Departamental               |
| Huancavelica | Unión Deportivo Ascensión | Huancavelica  | Subcampeón Departamental            |
| Ica          | Santos FC                 | Vista Alegre  | Campeón Departamental               |
| Ica          | Mayta Cápac               | Vista Alegre  | Subcampeón Departamental            |
| Ica          | Defensor Zarumilla        | Nasca         | Eliminado de la Etapa Nacional 2011 |
| Ica          | Sport Victoria            | Ica           | Eliminado de la Etapa Nacional 2011 |

#### Grupo A
| Equipo               | PJ | PG | PE | PP | GF | GC | DG | Pts |
| -------------------- | -- | -- | -- | -- | -- | -- | -- | --- |
| Sport Victoria       | 6  | 4  | 1  | 1  | 9  | 3  | 6  | 13  |
| Municipal de Yauli   | 6  | 3  | 3  | 0  | 9  | 5  | 4  | 12  |
| Mayta Cápac          | 5  | 1  | 1  | 3  | 6  | 8  | -2 | 4   |
| Municipal de Pichari | 5  | 0  | 1  | 4  | 1  | 9  | -8 | 1   |

#### Resultados
| Fecha      | Hora  | Equipo Local         | Resultado | Equipo Visita        |  |
| ---------- | ----- | -------------------- | --------- | -------------------- |  |
| 23-09-2012 | 15:20 | Sport Victoria       | 1 - 1     | Municipal de Yauli   |  |
| 23-09-2012 | 15:20 | Mayta Capac          | 1 - 0     | Municipal de Pichari |  |
| 29-09-2012 | 15:20 | Municipal de Pichari | 0 - 1     | Sport Victoria       |  |
| 30-09-2012 | 15:20 | Municipal de Yauli   | 3 - 2     | Mayta Capac          |  |
| 07-10-2012 | 15:20 | Sport Victoria       | 2 - 1     | Mayta Capac          |  |
| 07-10-2012 | 15:20 | Municipal de Yauli   | 1 - 1     | Municipal de Pichari |  |
| 14-10-2012 | 15:20 | Sport Victoria       | 3 - 0     | Municipal de Pichari |  |
| 14-10-2012 | 15:20 | Mayta Capac          | 1 - 1     | Municipal de Yauli   |  |
| 20-10-2012 | 15:20 | Mayta Capac          | 1 - 2     | Sport Victoria       |  |
| 21-10-2012 | 15:20 | Municipal de Pichari | 0 - 3     | Municipal de Yauli   |  |
| 28-10-2012 | 15:20 | Municipal de Yauli   | 5 - 1     | Sport Victoria       |  |
| 28-10-2012 | 15:20 | Municipal de Pichari | -         | Mayta Capac          |  |

#### Grupo B
| Equipo             | PJ | PG | PE | PP | GF | GC | DG | Pts |
| ------------------ | -- | -- | -- | -- | -- | -- | -- | --- |
| Defensor Zarumilla | 6  | 2  | 4  | 0  | 9  | 4  | 5  | 10  |
| UDA                | 6  | 2  | 2  | 2  | 7  | 8  | -1 | 8   |
| Sport Libertad     | 6  | 2  | 2  | 2  | 10 | 13 | -3 | 8   |
| Santos FC          | 6  | 1  | 2  | 3  | 7  | 8  | -1 | 5   |

#### Resultados
| Fecha      | Hora  | Equipo Local       | Resultado | Equipo Visita      |  |
| ---------- | ----- | ------------------ | --------- | ------------------ |  |
| 23-09-2012 | 15:20 | UDA                | 0 - 0     | Defensor Zarumilla |  |
| 23-09-2012 | 15:20 | Sport Libertad     | 2 - 1     | Santos FC          |  |
| 30-09-2012 | 15:20 | Defensor Zarumilla | 4 - 0     | Sport Libertad     |  |
| 30-09-2012 | 15:20 | Santos FC          | 2 - 0     | UDA                |  |
| 07-10-2012 | 15:20 | Santos FC          | 0 - 0     | Defensor Zarumilla |  |
| 07-10-2012 | 15:20 | Sport Libertad     | 1 - 1     | UDA                |  |
| 14-10-2012 | 15:20 | Sport Libertad     | 2 - 2     | Defensor Zarumilla |  |
| 14-10-2012 | 15:20 | UDA                | 2 - 1     | Santos FC          |  |
| 21-10-2012 | 15:20 | Defensor Zarumilla | 1 - 1     | Santos FC          |  |
| 21-10-2012 | 15:20 | UDA                | 3 - 2     | Sport Libertad     |  |
| 28-10-2012 | 15:20 | Santos FC          | 2 - 3     | Sport Libertad     |  |
| 28-10-2012 | 15:20 | Defensor Zarumilla | 2 - 1     | UDA                |  |

#### Final regional
| Equipo A           |     | Equipo B       |
| ------------------ | --- | -------------- |
| Defensor Zarumilla | 0-1 | Sport Victoria |

### Región VII
| Departamento | Club              | Ciudad              | Condición                           |
| ------------ | ----------------- | ------------------- | ----------------------------------- |
| Arequipa     | Sport José Granda | Camaná              | Campeón Departamental               |
| Arequipa     | Aurora            | Arequipa            | Subcampeón Departamental            |
| Arequipa     | Unión Minas       | Orcopampa           | Eliminado de la Etapa Nacional 2011 |
| Arequipa     | Sportivo Huracán  | Arequipa            | Eliminado de la Etapa Nacional 2011 |
| Moquegua     | Social Episa      | Ilo                 | Campeón Departamental               |
| Moquegua     | Aexa Santa Cruz   | Ichuña              | Subcampeón Departamental            |
| Tacna        | Bolognesi Zepita  | Ciudad Nueva        | Campeón Departamental               |
| Tacna        | CREDICOOP         | Gregorio Albarracín | Subcampeón Departamental            |

#### Grupo A
| Equipo                  | PJ | PG | PE | PP | GF | GC | DG | Pts |
| ----------------------- | -- | -- | -- | -- | -- | -- | -- | --- |
| Sportivo Huracán        | 6  | 5  | 0  | 1  | 14 | 7  | 7  | 15  |
| Unión Minas (Orcopampa) | 6  | 3  | 0  | 3  | 13 | 10 | 3  | 9   |
| Aurora                  | 6  | 2  | 1  | 3  | 9  | 12 | -3 | 7   |
| Sport José Granda       | 6  | 1  | 1  | 4  | 4  | 11 | -7 | 4   |

#### Resultados
| \| Jor. \| Fecha \| Estadio \| Ciudad \| Local \| Score \| Visitante \| \| ---- \| ---------- \| ---------------------- \| --------- \| ----------------- \| ----- \| ----------------- \| \| 1.º \| 22-09-2012 \| Mariano Melgar \| Arequipa \| FBC Aurora \| 1–0 \| Sport José Granda \| \| 1.º \| 23-09-2012 \| Municipal de Orcopampa \| Orcopampa \| Unión Minas \| 3-1 \| Sportivo Huracán \| \| 2.º \| 26-09-2012 \| 9 Noviembre \| Camaná \| Sport José Granda \| 1-0 \| Unión Minas \| \| 2.º \| 26-09-2012 \| Mariano Melgar \| Arequipa \| Sportivo Huracán \| 3-0 \| FBC Aurora \| \| 3.º \| 30-09-2012 \| Municipal de Orcopampa \| Orcopampa \| Unión Minas \| 3-2 \| FBC Aurora \| \| 3.º \| 30-09-2012 \| 9 Noviembre \| Camaná \| Sport José Granda \| 1-2 \| Sportivo Huracán \| \| 4.º \| 03-10-2012 \| Mariano Melgar \| Arequipa \| FBC Aurora \| 3-2 \| Unión Minas \| \| 4.º \| 03-10-2012 \| Mariano Melgar \| Arequipa \| Sportivo Huracán \| 3-0 \| Sport José Granda \| \| 5.º \| 06-10-2012 \| Mariano Melgar \| Arequipa \| FBC Aurora \| 1-2 \| Sportivo Huracán \| \| 5.º \| 07-10-2012 \| Municipal de Orcopampa \| Orcopampa \| Unión Minas \| 3-0 \| Sport José Granda \| \| 6.º \| 10-10-2012 \| 9 Noviembre \| Camaná \| Sport José Granda \| 1-1 \| FBC Aurora \| \| 6.º \| 10-10-2012 \| Mariano Melgar \| Arequipa \| Sportivo Huracán \| 3-2 \| Unión Minas \| |            |                        |           |                   |       |                   |
| Jor. | Fecha      | Estadio                | Ciudad    | Local             | Score | Visitante         |
| 1.º | 22-09-2012 | Mariano Melgar         | Arequipa  | FBC Aurora        | 1–0   | Sport José Granda |
| 1.º | 23-09-2012 | Municipal de Orcopampa | Orcopampa | Unión Minas       | 3-1   | Sportivo Huracán  |
| 2.º | 26-09-2012 | 9 Noviembre            | Camaná    | Sport José Granda | 1-0   | Unión Minas       |
| 2.º | 26-09-2012 | Mariano Melgar         | Arequipa  | Sportivo Huracán  | 3-0   | FBC Aurora        |
| 3.º | 30-09-2012 | Municipal de Orcopampa | Orcopampa | Unión Minas       | 3-2   | FBC Aurora        |
| 3.º | 30-09-2012 | 9 Noviembre            | Camaná    | Sport José Granda | 1-2   | Sportivo Huracán  |
| 4.º | 03-10-2012 | Mariano Melgar         | Arequipa  | FBC Aurora        | 3-2   | Unión Minas       |
| 4.º | 03-10-2012 | Mariano Melgar         | Arequipa  | Sportivo Huracán  | 3-0   | Sport José Granda |
| 5.º | 06-10-2012 | Mariano Melgar         | Arequipa  | FBC Aurora        | 1-2   | Sportivo Huracán  |
| 5.º | 07-10-2012 | Municipal de Orcopampa | Orcopampa | Unión Minas       | 3-0   | Sport José Granda |
| 6.º | 10-10-2012 | 9 Noviembre            | Camaná    | Sport José Granda | 1-1   | FBC Aurora        |
| 6.º | 10-10-2012 | Mariano Melgar         | Arequipa  | Sportivo Huracán  | 3-2   | Unión Minas       |

#### Grupo B
| Equipo           | PJ | PG | PE | PP | GF | GC | DG | Pts |
| ---------------- | -- | -- | -- | -- | -- | -- | -- | --- |
| CREDICOOP        | 6  | 5  | 0  | 1  | 13 | 4  | 9  | 15  |
| Social Episa     | 6  | 3  | 0  | 3  | 8  | 7  | 1  | 9   |
| AEXA Santa Cruz  | 6  | 3  | 0  | 3  | 9  | 11 | -2 | 9   |
| Bolognesi Zepita | 6  | 1  | 0  | 5  | 6  | 14 | -8 | 3   |

#### Resultados
| Fecha      | Hora  | Equipo Local     | Resultado | Equipo Visita    |  |
| ---------- | ----- | ---------------- | --------- | ---------------- |  |
| 22-09-2012 | 15:00 | CREDICOOP        | 1 - 0     | EPISA            |  |
| 23-09-2012 | 15:00 | Bolognesi Zepita | 2 - 3     | AEXA Santa Cruz  |  |
| 26-09-2012 | 15:00 | AEXA Santa Cruz  | 1 - 3     | CREDICOOP        |  |
| 26-09-2012 | 15:00 | EPISA            | 0 - 2     | Bolognesi Zepita |  |
| 30-09-2012 | 15:00 | CREDICOOP        | 4 - 1     | Bolognesi Zepita |  |
| 30-09-2012 | 15:00 | AEXA Santa Cruz  | 3 - 0     | EPISA            |  |
| 03-10-2012 | 15:00 | Bolognesi Zepita | 1 - 4     | CREDICOOP        |  |
| 03-10-2012 | 15:00 | EPISA            | 5 - 1     | AEXA Santa Cruz  |  |
| 06-10-2012 | 15:00 | Bolognesi Zepita | 0 - 2     | EPISA            |  |
| 07-10-2012 | 15:00 | CREDICOOP        | 1 - 0     | AEXA Santa Cruz  |  |
| 10-10-2012 | 15:00 | AEXA Santa Cruz  | 1 - 0     | Bolognesi Zepita |  |
| 10-10-2012 | 15:00 | EPISA            | 1 - 0     | CREDICOOP        |  |

| \| Jor. \| Fecha \| Estadio \| Ciudad \| Local \| Score \| Visitante \| \| ---- \| ---------- \| ---------------- \| ------ \| ------------------- \| ----- \| ------------------- \| \| 1.º \| 22-09-2012 \| Jorge Basadre \| Tacna \| Deportivo CREDICOOP \| 1–0 \| Social EPISA \| \| 1.º \| 23-09-2012 \| Jorge Basadre \| Tacna \| Bolognesi Zepita \| 2-3 \| AEXA Santa Cruz \| \| 2.º \| 26-09-2012 \| Municipal Ichuña \| Ichuña \| AEXA Santa Cruz \| 1-3 \| Deportivo CREDICOOP \| \| 2.º \| 26-09-2012 \| Mariscal Nieto \| Ilo \| Social EPISA \| 0-2 \| Bolognesi Zepita \| \| 3.º \| 30-09-2012 \| Jorge Basadre \| Tacna \| Deportivo CREDICOOP \| 4-1 \| Bolognesi Zepita \| \| 3.º \| 30-09-2012 \| Municipal Ichuña \| Ichuña \| AEXA Santa Cruz \| 3-0 \| Social EPISA \| \| 4.º \| 03-10-2012 \| Jorge Basadre \| Tacna \| Bolognesi Zepita \| 1-4 \| Deportivo CREDICOOP \| \| 4.º \| 03-10-2012 \| Mariscal Nieto \| Ilo \| Social EPISA \| 5-1 \| AEXA Santa Cruz \| \| 5.º \| 06-10-2012 \| Jorge Basadre \| Tacna \| Bolognesi Zepita \| 0-2 \| Social EPISA \| \| 5.º \| 07-10-2012 \| Jorge Basadre \| Tacna \| Deportivo CREDICOOP \| 1-0 \| AEXA Santa Cruz \| \| 6.º \| 10-10-2012 \| Municipal Ichuña \| Ichuña \| AEXA Santa Cruz \| 1-0 \| Bolognesi Zepita \| \| 6.º \| 10-10-2012 \| Mariscal Nieto \| Ilo \| Social EPISA \| 1-0 \| Deportivo CREDICOOP \| |            |                  |        |                     |       |                     |
| Jor. | Fecha      | Estadio          | Ciudad | Local               | Score | Visitante           |
| 1.º | 22-09-2012 | Jorge Basadre    | Tacna  | Deportivo CREDICOOP | 1–0   | Social EPISA        |
| 1.º | 23-09-2012 | Jorge Basadre    | Tacna  | Bolognesi Zepita    | 2-3   | AEXA Santa Cruz     |
| 2.º | 26-09-2012 | Municipal Ichuña | Ichuña | AEXA Santa Cruz     | 1-3   | Deportivo CREDICOOP |
| 2.º | 26-09-2012 | Mariscal Nieto   | Ilo    | Social EPISA        | 0-2   | Bolognesi Zepita    |
| 3.º | 30-09-2012 | Jorge Basadre    | Tacna  | Deportivo CREDICOOP | 4-1   | Bolognesi Zepita    |
| 3.º | 30-09-2012 | Municipal Ichuña | Ichuña | AEXA Santa Cruz     | 3-0   | Social EPISA        |
| 4.º | 03-10-2012 | Jorge Basadre    | Tacna  | Bolognesi Zepita    | 1-4   | Deportivo CREDICOOP |
| 4.º | 03-10-2012 | Mariscal Nieto   | Ilo    | Social EPISA        | 5-1   | AEXA Santa Cruz     |
| 5.º | 06-10-2012 | Jorge Basadre    | Tacna  | Bolognesi Zepita    | 0-2   | Social EPISA        |
| 5.º | 07-10-2012 | Jorge Basadre    | Tacna  | Deportivo CREDICOOP | 1-0   | AEXA Santa Cruz     |
| 6.º | 10-10-2012 | Municipal Ichuña | Ichuña | AEXA Santa Cruz     | 1-0   | Bolognesi Zepita    |
| 6.º | 10-10-2012 | Mariscal Nieto   | Ilo    | Social EPISA        | 1-0   | Deportivo CREDICOOP |

Partido extra
| Fecha      | Hora  |                 | Resultado |              |
| ---------- | ----- | --------------- | --------- | ------------ |
| 14-10-2012 | 15:00 | AEXA Santa Cruz | 0(9)-0(8) | Social EPISA |

| \| Jor. \| Fecha \| Estadio \| Ciudad \| Local \| Score \| Visitante \| \| ---- \| ---------- \| ------------ \| -------- \| --------------- \| --------- \| ------------ \| \| 1.º \| 14-10-2012 \| 25 Noviembre \| Moquegua \| AEXA Santa Cruz \| 0(9)-0(8) \| Social EPISA \| |            |              |          |                 |           |              |
| Jor. | Fecha      | Estadio      | Ciudad   | Local           | Score     | Visitante    |
| 1.º | 14-10-2012 | 25 Noviembre | Moquegua | AEXA Santa Cruz | 0(9)-0(8) | Social EPISA |

#### Semifinales
| Equipo local ida        | Resultado global | Equipo local vuelta | Ida   | Vuelta |
| ----------------------- | ---------------- | ------------------- | ----- | ------ |
| Unión Minas (Orcopampa) | 1 - 4            | CREDICOOP           | 1 - 1 | 0 - 3  |
| AEXA Santa Cruz         | 1 - 6            | Sportivo Huracán    | 0 - 5 | 1 - 1  |

| \| Jor. \| Fecha \| Estadio \| Ciudad \| Local \| Score \| Visitante \| \| ---- \| ---------- \| ------------------- \| --------- \| ------------------- \| ----- \| ------------------- \| \| A-1 \| 17-10-2012 \| Municipal Orcopampa \| Orcopampa \| Unión Minas \| 1-1 \| Deportivo CREDICOOP \| \| A-1 \| 21-10-2012 \| Jorge Basadre \| Tacna \| Deportivo CREDICOOP \| 3-0 \| Unión Minas \| |            |                     |           |                     |       |                     |
| Jor. | Fecha      | Estadio             | Ciudad    | Local               | Score | Visitante           |
| A-1 | 17-10-2012 | Municipal Orcopampa | Orcopampa | Unión Minas         | 1-1   | Deportivo CREDICOOP |
| A-1 | 21-10-2012 | Jorge Basadre       | Tacna     | Deportivo CREDICOOP | 3-0   | Unión Minas         |

| \| Jor. \| Fecha \| Estadio \| Ciudad \| Local \| Score \| Visitante \| \| ---- \| ---------- \| -------------- \| -------- \| ---------------- \| ----- \| ---------------- \| \| A-1 \| 17-10-2012 \| 25 Noviembre \| Moquegua \| AEXA Santa Cruz \| 0-5 \| Sportivo Huracán \| \| A-1 \| 20-10-2012 \| Mariano Melgar \| Arequipa \| Sportivo Huracán \| 1-1 \| AEXA Santa Cruz \| |            |                |          |                  |       |                  |
| Jor. | Fecha      | Estadio        | Ciudad   | Local            | Score | Visitante        |
| A-1 | 17-10-2012 | 25 Noviembre   | Moquegua | AEXA Santa Cruz  | 0-5   | Sportivo Huracán |
| A-1 | 20-10-2012 | Mariano Melgar | Arequipa | Sportivo Huracán | 1-1   | AEXA Santa Cruz  |

#### Final regional
| Equipo A         | Resultado global | Equipo B  | Ida   | Vuelta |
| ---------------- | ---------------- | --------- | ----- | ------ |
| Sportivo Huracán | 2 - 0            | CREDICOOP | 1 - 0 | 1 - 0  |

| \| Jor. \| Fecha \| Estadio \| Ciudad \| Local \| Score \| Visitante \| \| ---- \| ---------- \| -------------- \| -------- \| ------------------- \| ----- \| ------------------- \| \| A-1 \| 27-10-2012 \| Mariano Melgar \| Arequipa \| Sportivo Huracán \| 1-0 \| Deportivo CREDICOOP \| \| A-1 \| 01-11-2012 \| Jorge Basadre \| Tacna \| Deportivo CREDICOOP \| 0-1 \| Sportivo Huracán \| |            |                |          |                     |       |                     |
| Jor. | Fecha      | Estadio        | Ciudad   | Local               | Score | Visitante           |
| A-1 | 27-10-2012 | Mariano Melgar | Arequipa | Sportivo Huracán    | 1-0   | Deportivo CREDICOOP |
| A-1 | 01-11-2012 | Jorge Basadre  | Tacna    | Deportivo CREDICOOP | 0-1   | Sportivo Huracán    |

### Región VIII
| Departamento  | Club                     | Ciudad           | Condición                           |
| ------------- | ------------------------ | ---------------- | ----------------------------------- |
| Apurímac      | Apurímac Club            | Abancay          | Campeón Departamental               |
| Apurímac      | José María Arguedas      | Andahuaylas      | Subcampeón Departamental            |
| Cusco         | Manco II                 | Quillabamba      | Campeón Departamental               |
| Cusco         | Estudiantes Agropecuario | Calca            | Subcampeón Departamental            |
| Madre de Dios | Minsa FBC                | Puerto Maldonado | Campeón Departamental               |
| Madre de Dios | Deportivo Maldonado      | Puerto Maldonado | Subcampeón Departamental            |
| Puno          | Alfonso Ugarte           | Puno             | Campeón Departamental               |
| Puno          | Binacional               | Desaguadero      | Subcampeón Departamental            |
| Puno          | Franciscano San Román    | Juliaca          | Eliminado de la Etapa Nacional 2011 |

#### Grupo A
| Equipo              | PJ | PG | PE | PP | GF | GC | DG  | Pts |
| ------------------- | -- | -- | -- | -- | -- | -- | --- | --- |
| Alfonso Ugarte      | 6  | 5  | 0  | 1  | 22 | 4  | 18  | 15  |
| José María Arguedas | 6  | 4  | 0  | 2  | 11 | 5  | 6   | 12  |
| Manco II            | 6  | 2  | 0  | 4  | 6  | 13 | -7  | 6   |
| Deportivo Maldonado | 6  | 1  | 0  | 5  | 4  | 20 | -16 | 3   |

#### Resultados
| Fecha      | Hora  | Equipo Local        | Resultado | Equipo Visita       |  |
| ---------- | ----- | ------------------- | --------- | ------------------- |  |
| 23-09-2012 | 15:00 | José María Arguedas | 2 - 1     | Alfonso Ugarte      |  |
| 23-09-2012 | 15:00 | Manco II            | 3 - 0     | Deportivo Maldonado |  |
| 30-09-2012 | 15:00 | Alfonso Ugarte      | 7 - 0     | Deportivo Maldonado |  |
| 30-09-2012 | 15:00 | Manco II            | 2 - 0     | José María Arguedas |  |
| 03-10-2012 | 15:00 | Alfonso Ugarte      | 5 - 0     | Manco II            |  |
| 03-10-2012 | 15:00 | José María Arguedas | 3 - 0     | Deportivo Maldonado |  |
| 07-10-2012 | 15:00 | Alfonso Ugarte      | 1 - 0     | José María Arguedas |  |
| 07-10-2012 | 15:00 | Deportivo Maldonado | 1 - 0     | Manco II            |  |
| 14-10-2012 | 15:00 | José María Arguedas | 2 - 0     | Manco II            |  |
| 14-10-2012 | 15:00 | Deportivo Maldonado | 1 - 3     | Alfonso Ugarte      |  |
| 21-10-2012 | 15:00 | Manco II            | 1 - 6     | Alfonso Ugarte      |  |
| 21-10-2012 | 15:00 | Deportivo Maldonado | 2 - 4     | José María Arguedas |  |

#### Grupo B
| Equipo                   | PJ | PG | PE | PP | GF | GC | DG  | Pts |
| ------------------------ | -- | -- | -- | -- | -- | -- | --- | --- |
| Binacional               | 8  | 5  | 1  | 2  | 16 | 6  | 10  | 16  |
| Franciscano San Román    | 8  | 5  | 1  | 2  | 15 | 10 | 5   | 16  |
| Minsa FBC                | 8  | 4  | 1  | 3  | 14 | 11 | 3   | 13  |
| Apurímac Club            | 8  | 4  | 1  | 3  | 11 | 8  | 3   | 13  |
| Estudiantes Agropecuario | 8  | 0  | 0  | 7  | 5  | 26 | -21 | 0   |

#### Resultados
| Fecha      | Hora  | Equipo Local             | Resultado | Equipo Visita            |  |
| ---------- | ----- | ------------------------ | --------- | ------------------------ |  |
| 23-09-2012 | 13:30 | Minsa FBC                | 1 - 2     | Deportivo Binacional     |  |
| 23-09-2012 | 15:00 | Estudiantes Agropecuario | 0 - 3     | Apurímac Club            |  |
| 26-09-2012 | 13:30 | Minsa FBC                | 7 - 0     | Estudiantes Agropecuario |  |
| 26-09-2012 | 15:00 | Apurímac Club            | 2 - 1     | Franciscano San Román    |  |
| 30-09-2012 | 15:00 | Estudiantes Agropecuario | 1 - 2     | Franciscano San Román    |  |
| 30-09-2012 | 15:00 | Apurímac Club            | 3 - 0     | Deportivo Binacional     |  |
| 03-10-2012 | 15:00 | Minsa FBC                | 1 - 0     | Franciscano San Román    |  |
| 03-10-2012 | 15:00 | Deportivo Binacional     | 4 - 1     | Estudiantes Agropecuario |  |
| 07-10-2012 | 15:00 | Apurímac Club            | 0 - 0     | Minsa FBC                |  |
| 07-10-2012 | 15:00 | Deportivo Binacional     | 1 - 1     | Franciscano San Román    |  |
| 10-10-2012 | 15:00 | Deportivo Binacional     | 3 - 1     | Minsa FBC                |  |
| 11-10-2012 | 15:00 | Apurímac Club            | 3 - 2     | Estudiantes Agropecuario |  |
| 14-10-2012 | 13:30 | Estudiantes Agropecuario | 0 - 2     | Minsa FBC                |  |
| 14-10-2012 | 15:00 | Franciscano San Román    | 1 - 0     | Apurímac Club            |  |
| 17-10-2012 | 15:00 | Franciscano San Román    | 3 - 0     | Estudiantes Agropecuario |  |
| 17-10-2012 | 15:00 | Deportivo Binacional     | 3 - 0     | Apurímac Club            |  |
| 21-10-2012 | 15:00 | Franciscano San Román    | 6 - 1     | Minsa FBC                |  |
| 21-10-2012 | 15:00 | Estudiantes Agropecuario | 1 - 2     | Deportivo Binacional     |  |
| 24-10-2012 | 15:00 | Minsa FBC                | 1 - 0     | Apurímac Club            |  |
| 24-10-2012 | 15:00 | Franciscano San Román    | 2 - 0     | Deportivo Binacional     |  |

#### Final regional
| Fecha      | Hora  |            | Resultado |                |
| ---------- | ----- | ---------- | --------- | -------------- |
| 31-10-2012 | 15:00 | Binacional | 0(3)-0(1) | Alfonso Ugarte |

## Etapa Nacional
Se iniciará el 10 de noviembre con dos equipos clasificados de la etapa anterior por cada región.

### Cuadro
|  | Octavos de final          | Octavos de final          | Octavos de final          |                     |   | Cuartos de final          | Cuartos de final          | Cuartos de final          |  |  | Semifinales              | Semifinales              | Semifinales              |  |  | Final               | Final               | Final               |
|  | del 10 al 15 de noviembre | del 10 al 15 de noviembre | del 10 al 15 de noviembre |                     |   | del 18 al 21 de noviembre | del 18 al 21 de noviembre | del 18 al 21 de noviembre |  |  | del 25 al 2 de diciembre | del 25 al 2 de diciembre | del 25 al 2 de diciembre |  |  | 9 y 16 de diciembre | 9 y 16 de diciembre | 9 y 16 de diciembre |
|  |                           |                           |                           |                     |   |                           |                           |                           |  |  |                          |                          |                          |  |  |                     |                     |                     |
|  |                           |                           |                           |                     |   |                           |                           |                           |  |  |                          |                          |                          |  |  |                     |                     |                     |
|  |                           |                           |                           |                     |   |                           |                           |                           |  |  |                          |                          |                          |  |  |                     |                     |                     |
|  | Juventud Bellavista       | 2                         | 0 (3)                     |                     |   |                           |                           |                           |  |  |                          |                          |                          |  |  |                     |                     |                     |
|  | Juventud Bellavista       | 2                         | 0 (3)                     |                     |   |                           |                           |                           |  |  |                          |                          |                          |  |  |                     |                     |                     |
|  | Sporting Pizarro (p)      | 0                         | 2 (4)                     |                     |   |                           |                           |                           |  |  |                          |                          |                          |  |  |                     |                     |                     |
|  | Sporting Pizarro (p)      | 0                         | 2 (4)                     | Sporting Pizarro    | 0 | 0                         |                           |                           |  |  |                          |                          |                          |  |  |                     |                     |                     |
|  |                           |                           |                           |                     | 0 | 0                         |                           |                           |  |  |                          |                          |                          |  |  |                     |                     |                     |
|  |                           | UTC                       | 0                         | 4                   |   |                           |                           |                           |  |  |                          |                          |                          |  |  |                     |                     |                     |
|  | UTC                       | UTC                       | 0                         | 4                   | 5 | 0                         |                           |                           |  |  |                          |                          |                          |  |  |                     |                     |                     |
|  | UTC                       |                           |                           |                     | 5 | 0                         |                           |                           |  |  |                          |                          |                          |  |  |                     |                     |                     |
|  | Alfred Nobel              | 1                         | 3                         |                     |   |                           |                           |                           |  |  |                          |                          |                          |  |  |                     |                     |                     |
|  | Alfred Nobel              | 1                         | 3                         | UTC                 | 7 | 0                         |                           |                           |  |  |                          |                          |                          |  |  |                     |                     |                     |
|  |                           |                           |                           |                     | 7 | 0                         |                           |                           |  |  |                          |                          |                          |  |  |                     |                     |                     |
|  |                           | Alianza Cristiana         | 0                         | 0                   |   |                           |                           |                           |  |  |                          |                          |                          |  |  |                     |                     |                     |
|  | Alianza Cristiana (v)     | Alianza Cristiana         | 0                         | 0                   | 2 | 1                         |                           |                           |  |  |                          |                          |                          |  |  |                     |                     |                     |
|  | Alianza Cristiana (v)     |                           |                           |                     | 2 | 1                         |                           |                           |  |  |                          |                          |                          |  |  |                     |                     |                     |
|  | Deportivo Municipal       | 0                         | 3                         |                     |   |                           |                           |                           |  |  |                          |                          |                          |  |  |                     |                     |                     |
|  | Deportivo Municipal       | 0                         | 3                         | Alianza Cristiana   | 3 | 0                         |                           |                           |  |  |                          |                          |                          |  |  |                     |                     |                     |
|  |                           |                           |                           |                     | 3 | 0                         |                           |                           |  |  |                          |                          |                          |  |  |                     |                     |                     |
|  |                           | Defensor San Alejandro    | 0                         | 2                   |   |                           |                           |                           |  |  |                          |                          |                          |  |  |                     |                     |                     |
|  | Walter Ormeño             | Defensor San Alejandro    | 0                         | 2                   | 0 | 0                         |                           |                           |  |  |                          |                          |                          |  |  |                     |                     |                     |
|  | Walter Ormeño             |                           |                           |                     | 0 | 0                         |                           |                           |  |  |                          |                          |                          |  |  |                     |                     |                     |
|  | Defensor San Alejandro    | 0                         | 3                         |                     |   |                           |                           |                           |  |  |                          |                          |                          |  |  |                     |                     |                     |
|  | Defensor San Alejandro    | 0                         | 3                         | UTC                 | 2 | 2                         |                           |                           |  |  |                          |                          |                          |  |  |                     |                     |                     |
|  |                           |                           |                           |                     | 2 | 2                         |                           |                           |  |  |                          |                          |                          |  |  |                     |                     |                     |
|  |                           | Alfonso Ugarte            | 0                         | 3                   |   |                           |                           |                           |  |  |                          |                          |                          |  |  |                     |                     |                     |
|  | Defensor Zarumilla        | Alfonso Ugarte            | 0                         | 3                   | 4 | 0                         |                           |                           |  |  |                          |                          |                          |  |  |                     |                     |                     |
|  | Defensor Zarumilla        |                           |                           |                     | 4 | 0                         |                           |                           |  |  |                          |                          |                          |  |  |                     |                     |                     |
|  | Juventud Ticlacayán       | 1                         | 2                         |                     |   |                           |                           |                           |  |  |                          |                          |                          |  |  |                     |                     |                     |
|  | Juventud Ticlacayán       | 1                         | 2                         | Defensor Zarumilla  | 3 | 0 (3)                     |                           |                           |  |  |                          |                          |                          |  |  |                     |                     |                     |
|  |                           |                           |                           |                     | 3 | 0 (3)                     |                           |                           |  |  |                          |                          |                          |  |  |                     |                     |                     |
|  |                           | Sport Victoria (p)        | 0                         | 3 (4)               |   |                           |                           |                           |  |  |                          |                          |                          |  |  |                     |                     |                     |
|  | Municipal de Mazamari     | Sport Victoria (p)        | 0                         | 3 (4)               | 3 | 0                         |                           |                           |  |  |                          |                          |                          |  |  |                     |                     |                     |
|  | Municipal de Mazamari     |                           |                           |                     | 3 | 0                         |                           |                           |  |  |                          |                          |                          |  |  |                     |                     |                     |
|  | Sport Victoria            | 1                         | 4                         |                     |   |                           |                           |                           |  |  |                          |                          |                          |  |  |                     |                     |                     |
|  | Sport Victoria            | 1                         | 4                         | Alfonso Ugarte      | 4 | 1                         |                           |                           |  |  |                          |                          |                          |  |  |                     |                     |                     |
|  |                           |                           |                           |                     | 4 | 1                         |                           |                           |  |  |                          |                          |                          |  |  |                     |                     |                     |
|  |                           | Sport Victoria            | 0                         | 3                   |   |                           |                           |                           |  |  |                          |                          |                          |  |  |                     |                     |                     |
|  | Binacional (p)            | Sport Victoria            | 0                         | 3                   | 2 | 1 (5)                     |                           |                           |  |  |                          |                          |                          |  |  |                     |                     |                     |
|  | Binacional (p)            |                           |                           |                     | 2 | 1 (5)                     |                           |                           |  |  |                          |                          |                          |  |  |                     |                     |                     |
|  | (*)Deportivo Credicoop    | 1                         | 2 (4)                     |                     |   |                           |                           |                           |  |  |                          |                          |                          |  |  |                     |                     |                     |
|  | (*)Deportivo Credicoop    | 1                         | 2 (4)                     | Deportivo Credicoop | 1 | 1                         |                           |                           |  |  |                          |                          |                          |  |  |                     |                     |                     |
|  |                           |                           |                           |                     | 1 | 1                         |                           |                           |  |  |                          |                          |                          |  |  |                     |                     |                     |
|  |                           | Alfonso Ugarte            | 0                         | 3                   |   |                           |                           |                           |  |  |                          |                          |                          |  |  |                     |                     |                     |
|  | Sportivo Huracán          | Alfonso Ugarte            | 0                         | 3                   | 4 | 0                         |                           |                           |  |  |                          |                          |                          |  |  |                     |                     |                     |
|  | Sportivo Huracán          |                           |                           |                     | 4 | 0                         |                           |                           |  |  |                          |                          |                          |  |  |                     |                     |                     |
|  | Alfonso Ugarte (v)        | 1                         | 3                         |                     |   |                           |                           |                           |  |  |                          |                          |                          |  |  |                     |                     |                     |

Pre-semifinal: Académicos Alfred Nobel 1 vs. UTC 2
(*) Nota: Binacional fue descalificado por haber alineado jugadores sancionados en la etapa Regional. CREDICOOP pasa a cuartos de final.

| \| Jor. \| Fecha \| Estadio \| Ciudad \| Local \| Score \| Visitante \| \| ---- \| ---------- \| ------------------- \| -------------- \| -------------------- \| ----------- \| -------------------- \| \| A \| 11-11-2012 \| Mansiche \| Trujillo \| Juventud Bellavista \| 2 - 0 \| Sporting Pizarro \| \| A \| 14-11-2012 \| Mariscal Cáceres \| Tumbes \| Sporting Pizarro \| 2(4) - 0(3) \| Juventud Bellavista \| \| B \| 11-11-2012 \| Héroes de San Ramón \| Cajamarca \| UTC \| 5 - 1 \| Alfred Nobel \| \| B \| 15-11-2012 \| Mariscal Cáceres \| Tumbes \| Alfred Nobel \| 3 - 0 \| UTC \| \| C \| 10-11-2012 \| Max Augustín \| Iquitos \| Alianza Cristiana \| 2 - 0 \| Deportivo Municipal \| \| C \| 14-11-2012 \| Miguel Grau \| Callao \| Deportivo Municipal \| 3 - 1 \| Alianza Cristiana \| \| D \| 11-11-2012 \| Ramos Cabieses \| Imperial \| Walter Ormeño \| 0 - 0 \| San Alejandro \| \| D \| 14-11-2012 \| Aliardo Soria \| Pucallpa \| San Alejandro \| 3 - 0 \| Walter Ormeño \| \| E \| 11-11-2012 \| Manuel Elias \| Vista Alegre \| Defensor Zarumilla \| 4 - 1 \| Juventud Ticlacayan \| \| E \| 14-11-2012 \| Daniel Alcides \| Cerro de Pasco \| Juventud Ticlacayan \| 2 - 0 \| Defensor Zarumilla \| \| F \| 11-11-2012 \| Municipal La Merced \| Chanchamayo \| Municipal Mazamari \| 3 - 1 \| Sport Victoria \| \| F \| 14-11-2012 \| Picasso Peratta \| Ica \| Sport Victoria \| 4 - 0 \| Municipal Mazamari \| \| G \| 10-11-2012 \| Mariano Melgar \| Arequipa \| Sportivo Huracán \| 4 - 1 \| Alfonso Ugarte \| \| G \| 14-11-2012 \| Torres Belón \| Puno \| Alfonso Ugarte \| 3 - 0 \| Sportivo Huracán \| \| H \| 11-11-2012 \| Guillermo Briceño \| Juliaca \| Deportivo Binacional \| 2 - 1 \| Deportivo Credicoop \| \| H \| 14-11-2012 \| Jorge Basadre \| Tacna \| Deportivo Credicoop \| 2(4) - 1(5) \| Deportivo Binacional \| |            |                     |                |                      |             |                      |
| |            |                     |                |                      |             |                      |
| Jor. | Fecha      | Estadio             | Ciudad         | Local                | Score       | Visitante            |
| A | 11-11-2012 | Mansiche            | Trujillo       | Juventud Bellavista  | 2 - 0       | Sporting Pizarro     |
| A | 14-11-2012 | Mariscal Cáceres    | Tumbes         | Sporting Pizarro     | 2(4) - 0(3) | Juventud Bellavista  |
| B | 11-11-2012 | Héroes de San Ramón | Cajamarca      | UTC                  | 5 - 1       | Alfred Nobel         |
| B | 15-11-2012 | Mariscal Cáceres    | Tumbes         | Alfred Nobel         | 3 - 0       | UTC                  |
| C | 10-11-2012 | Max Augustín        | Iquitos        | Alianza Cristiana    | 2 - 0       | Deportivo Municipal  |
| C | 14-11-2012 | Miguel Grau         | Callao         | Deportivo Municipal  | 3 - 1       | Alianza Cristiana    |
| D | 11-11-2012 | Ramos Cabieses      | Imperial       | Walter Ormeño        | 0 - 0       | San Alejandro        |
| D | 14-11-2012 | Aliardo Soria       | Pucallpa       | San Alejandro        | 3 - 0       | Walter Ormeño        |
| E | 11-11-2012 | Manuel Elias        | Vista Alegre   | Defensor Zarumilla   | 4 - 1       | Juventud Ticlacayan  |
| E | 14-11-2012 | Daniel Alcides      | Cerro de Pasco | Juventud Ticlacayan  | 2 - 0       | Defensor Zarumilla   |
| F | 11-11-2012 | Municipal La Merced | Chanchamayo    | Municipal Mazamari   | 3 - 1       | Sport Victoria       |
| F | 14-11-2012 | Picasso Peratta     | Ica            | Sport Victoria       | 4 - 0       | Municipal Mazamari   |
| G | 10-11-2012 | Mariano Melgar      | Arequipa       | Sportivo Huracán     | 4 - 1       | Alfonso Ugarte       |
| G | 14-11-2012 | Torres Belón        | Puno           | Alfonso Ugarte       | 3 - 0       | Sportivo Huracán     |
| H | 11-11-2012 | Guillermo Briceño   | Juliaca        | Deportivo Binacional | 2 - 1       | Deportivo Credicoop  |
| H | 14-11-2012 | Jorge Basadre       | Tacna          | Deportivo Credicoop  | 2(4) - 1(5) | Deportivo Binacional |

| \| Jor. \| Fecha \| Estadio \| Ciudad \| Local \| Score \| Visitante \| \| ---- \| ---------- \| ------------------- \| ------------ \| ------------------- \| ----------- \| ------------------- \| \| A \| 18-11-2012 \| Mariscal Cáceres \| Tumbes \| Sporting Pizarro \| 0 - 0 \| UTC \| \| A \| 21-11-2012 \| Héroes de San Ramón \| Cajamarca \| UTC \| 4 - 0 \| Sporting Pizarro \| \| B \| 18-11-2012 \| Max Augustín \| Iquitos \| Alianza Cristiana \| 3 - 0 \| San Alejandro \| \| B \| 21-11-2012 \| Aliardo Soria \| Pucallpa \| San Alejandro \| 2 - 0 \| Alianza Cristiana \| \| C \| 18-11-2012 \| Manuel Elias \| Vista Alegre \| Defensor Zarumilla \| 3 - 0 \| Sport Victoria \| \| C \| 21-11-2012 \| Picasso Peratta \| Ica \| Sport Victoria \| 3(4) - 0(3) \| Defensor Zarumilla \| \| D \| 18-11-2012 \| Jorge Basadre \| Tacna \| Deportivo Credicoop \| 1 - 0 \| Alfonso Ugarte \| \| D \| 21-11-2012 \| Torres Belón \| Puno \| Alfonso Ugarte \| 3 - 1 \| Deportivo Credicoop \| |            |                     |              |                     |             |                     |
| Jor. | Fecha      | Estadio             | Ciudad       | Local               | Score       | Visitante           |
| A | 18-11-2012 | Mariscal Cáceres    | Tumbes       | Sporting Pizarro    | 0 - 0       | UTC                 |
| A | 21-11-2012 | Héroes de San Ramón | Cajamarca    | UTC                 | 4 - 0       | Sporting Pizarro    |
| B | 18-11-2012 | Max Augustín        | Iquitos      | Alianza Cristiana   | 3 - 0       | San Alejandro       |
| B | 21-11-2012 | Aliardo Soria       | Pucallpa     | San Alejandro       | 2 - 0       | Alianza Cristiana   |
| C | 18-11-2012 | Manuel Elias        | Vista Alegre | Defensor Zarumilla  | 3 - 0       | Sport Victoria      |
| C | 21-11-2012 | Picasso Peratta     | Ica          | Sport Victoria      | 3(4) - 0(3) | Defensor Zarumilla  |
| D | 18-11-2012 | Jorge Basadre       | Tacna        | Deportivo Credicoop | 1 - 0       | Alfonso Ugarte      |
| D | 21-11-2012 | Torres Belón        | Puno         | Alfonso Ugarte      | 3 - 1       | Deportivo Credicoop |

| \| Jor. \| Fecha \| Estadio \| Ciudad \| Local \| Score \| Visitante \| \| ---- \| ---------- \| ------------------- \| --------- \| ----------------- \| ----- \| ----------------- \| \| 1 \| 28-11-2012 \| Héroes de San Ramón \| Cajamarca \| UTC \| 7 - 0 \| Alianza Cristiana \| \| 1 \| 02-12-2012 \| Max Augustín \| Iquitos \| Alianza Cristiana \| 0 - 0 \| UTC \| \| 2 \| 25-11-2012 \| Torres Belón \| Puno \| Alfonso Ugarte \| 4 - 0 \| Sport Victoria \| \| 2 \| 02-12-2012 \| Picasso Peratta \| Ica \| Sport Victoria \| 3 - 1 \| Alfonso Ugarte \| |            |                     |           |                   |       |                   |
| Jor. | Fecha      | Estadio             | Ciudad    | Local             | Score | Visitante         |
| 1 | 28-11-2012 | Héroes de San Ramón | Cajamarca | UTC               | 7 - 0 | Alianza Cristiana |
| 1 | 02-12-2012 | Max Augustín        | Iquitos   | Alianza Cristiana | 0 - 0 | UTC               |
| 2 | 25-11-2012 | Torres Belón        | Puno      | Alfonso Ugarte    | 4 - 0 | Sport Victoria    |
| 2 | 02-12-2012 | Picasso Peratta     | Ica       | Sport Victoria    | 3 - 1 | Alfonso Ugarte    |

| \| Jor. \| Fecha \| Estadio \| Ciudad \| Local \| Score \| Visitante \| \| ---- \| ---------- \| ------------------- \| --------- \| -------------- \| ----- \| -------------- \| \| 1 \| 09-12-2012 \| Héroes de San Ramón \| Cajamarca \| UTC \| 2 - 0 \| Alfonso Ugarte \| \| 1 \| 16-12-2012 \| Torres Belón \| Puno \| Alfonso Ugarte \| 3 - 2 \| UTC \| |            |                     |           |                |       |                |
| Jor. | Fecha      | Estadio             | Ciudad    | Local          | Score | Visitante      |
| 1 | 09-12-2012 | Héroes de San Ramón | Cajamarca | UTC            | 2 - 0 | Alfonso Ugarte |
| 1 | 16-12-2012 | Torres Belón        | Puno      | Alfonso Ugarte | 3 - 2 | UTC            |

## Final

### Ida
| 21         | POR        | Harold Quiroz    |     |
| 2          | DEF        | Renzo Guevara    |     |
| 19         | DEF        | Raúl Alemán      |     |
| 23         | DEF        | Ricardo Ronceros |     |
| 14         | DEF        | Víctor Rojas     | 87' |
| 6          | MED        | Luis Mayme       |     |
| 22         | MED        | Frank Áivar      | 65' |
| 10         | MED        | Paolo Joya       |     |
| 8          | MED        | Luis Cordero     |     |
| 18         | DEL        | Martín Coba      | 63' |
| 9          | DEL        | Renzo Benavides  |     |
| Entrenador | Entrenador | Rafael Castillo  |     |

| 13         | POR        | Roy Sucuitana     |     |
| 4          | DEF        | Christian Laura   |     |
| 5          | DEF        | Frank Vega        |     |
| 22         | DEF        | Alexander Fajardo |     |
| 14         | DEF        | Saúl Giral        |     |
| 8          | MED        | Carlos Sotelo     |     |
| 6          | MED        | Nelson Roque      |     |
| 7          | MED        | Luis Salhuana     |     |
| 10         | MED        | Alex Magallanes   |     |
| 24         | DEL        | Héctor Rojas      | 72' |
| 9          | DEL        | Héctor Zeta       | 33' |
| Entrenador | Entrenador | César González    |     |

| 28 | MED | Jhuosephz Padilla | 63' |
| 17 | DEL | Nicolás Celis     | 65' |
| 27 | DEF | Jairo Monsalve    | 89' |

| 18 | MED | Rafael Montes    | 33' |
| 17 | DEL | Leonardo Aguilar | 72' |

| Anotado | 21'   | Martín Coba       | 1-0 |
| Anotado | 90+2' | Jhuosephz Padilla | 2-0 |

| Amonestado | 85' | Nicolás Celis |

| Amonestado | 28' | Roy Sucuitana |
| Amonestado | 83' | Frank Vega    |

| Expulsado | 31' | Álex Magallanes |

| Árbitro             | Manuel Garay   |
| Árbitros asistentes | Jorge Yupanqui |
| Árbitros asistentes | Raúl López     |
| Cuarto árbitro      | Iván Chang     |

| 21         | POR        | Harold Quiroz    |     |
| 2          | DEF        | Renzo Guevara    |     |
| 19         | DEF        | Raúl Alemán      |     |
| 23         | DEF        | Ricardo Ronceros |     |
| 14         | DEF        | Víctor Rojas     | 87' |
| 6          | MED        | Luis Mayme       |     |
| 22         | MED        | Frank Áivar      | 65' |
| 10         | MED        | Paolo Joya       |     |
| 8          | MED        | Luis Cordero     |     |
| 18         | DEL        | Martín Coba      | 63' |
| 9          | DEL        | Renzo Benavides  |     |
| Entrenador | Entrenador | Rafael Castillo  |     |

| 13         | POR        | Roy Sucuitana     |     |
| 4          | DEF        | Christian Laura   |     |
| 5          | DEF        | Frank Vega        |     |
| 22         | DEF        | Alexander Fajardo |     |
| 14         | DEF        | Saúl Giral        |     |
| 8          | MED        | Carlos Sotelo     |     |
| 6          | MED        | Nelson Roque      |     |
| 7          | MED        | Luis Salhuana     |     |
| 10         | MED        | Alex Magallanes   |     |
| 24         | DEL        | Héctor Rojas      | 72' |
| 9          | DEL        | Héctor Zeta       | 33' |
| Entrenador | Entrenador | César González    |     |

| 28 | MED | Jhuosephz Padilla | 63' |
| 17 | DEL | Nicolás Celis     | 65' |
| 27 | DEF | Jairo Monsalve    | 89' |

| 18 | MED | Rafael Montes    | 33' |
| 17 | DEL | Leonardo Aguilar | 72' |

| Anotado | 21'   | Martín Coba       | 1-0 |
| Anotado | 90+2' | Jhuosephz Padilla | 2-0 |

| Amonestado | 85' | Nicolás Celis |

| Amonestado | 28' | Roy Sucuitana |
| Amonestado | 83' | Frank Vega    |

| Expulsado | 31' | Álex Magallanes |

| Árbitro             | Manuel Garay   |
| Árbitros asistentes | Jorge Yupanqui |
| Árbitros asistentes | Raúl López     |
| Cuarto árbitro      | Iván Chang     |

### Vuelta
| 13         | POR        | Roy Sucuitana     |     |
| 4          | DEF        | Christian Laura   | 82' |
| 5          | DEF        | Frank Vega        |     |
| 22         | DEF        | Alexander Fajardo |     |
| 14         | DEF        | Saúl Giral        | 76' |
| 8          | MED        | Carlos Sotelo     |     |
| 18         | MED        | Rafael Montes     |     |
| 7          | MED        | Luis Salhuana     |     |
| 20         | MED        | Moisés Condori    |     |
| 24         | DEL        | Héctor Rojas      |     |
| 11         | DEL        | Jesús Rey         | 46' |
| Entrenador | Entrenador | César González    |     |

| 21         | POR        | Harold Quiroz    |     |
| 2          | DEF        | Renzo Guevara    |     |
| 19         | DEF        | Raúl Alemán      |     |
| 23         | DEF        | Ricardo Ronceros |     |
| 14         | DEF        | Víctor Rojas     |     |
| 6          | MED        | Luis Mayme       |     |
| 15         | MED        | Víctor Oviedo    | 35' |
| 8          | MED        | Luis Cordero     |     |
| 10         | MED        | Paolo Joya       |     |
| 16         | DEL        | Luis Laguna      | 55' |
| 9          | DEL        | Renzo Benavides  | 78' |
| Entrenador | Entrenador | Rafael Castillo  |     |

| 6  | MED | Nelson Roque  | 46' |
| 3  | DEF | Rodolfo Salas | 76' |
| 16 | DEL | Gino Pérez    | 82' |

| 22 | MED | Frank Áivar       | 35' |
| 26 | DEF | Kohji Aparicio    | 78' |
| 28 | DEL | Jhuosephz Padilla | 55' |

| Anotado | 61' | Luis Salhuana | 1-2 |
| Anotado | 75' | Saúl Giral    | 2-2 |
| Anotado | 86' | Héctor Rojas  | 3-2 |

| Anotado | 11' | Ricardo Ronceros | 0-1 |
| Anotado | 42' | Renzo Guevara    | 0-2 |

| Amonestado | 35' | Saúl Giral     |
| Amonestado | 32' | Moisés Condori |

| Amonestado | 32' | Víctor Rojas     |
| Amonestado | 72' | Ricardo Ronceros |
| Amonestado | 47' | Luis Laguna      |

| Otorgado · Otorgado otra vez · Expulsado | 18'18' | Carlos Sotelo |

| Árbitro             | Víctor Hugo Carrillo |
| Árbitros asistentes | Jonny Bossio         |
| Árbitros asistentes | Braulio Cornejo      |
| Cuarto árbitro      | Miguel Santiváñez    |

| 13         | POR        | Roy Sucuitana     |     |
| 4          | DEF        | Christian Laura   | 82' |
| 5          | DEF        | Frank Vega        |     |
| 22         | DEF        | Alexander Fajardo |     |
| 14         | DEF        | Saúl Giral        | 76' |
| 8          | MED        | Carlos Sotelo     |     |
| 18         | MED        | Rafael Montes     |     |
| 7          | MED        | Luis Salhuana     |     |
| 20         | MED        | Moisés Condori    |     |
| 24         | DEL        | Héctor Rojas      |     |
| 11         | DEL        | Jesús Rey         | 46' |
| Entrenador | Entrenador | César González    |     |

| 21         | POR        | Harold Quiroz    |     |
| 2          | DEF        | Renzo Guevara    |     |
| 19         | DEF        | Raúl Alemán      |     |
| 23         | DEF        | Ricardo Ronceros |     |
| 14         | DEF        | Víctor Rojas     |     |
| 6          | MED        | Luis Mayme       |     |
| 15         | MED        | Víctor Oviedo    | 35' |
| 8          | MED        | Luis Cordero     |     |
| 10         | MED        | Paolo Joya       |     |
| 16         | DEL        | Luis Laguna      | 55' |
| 9          | DEL        | Renzo Benavides  | 78' |
| Entrenador | Entrenador | Rafael Castillo  |     |

| 6  | MED | Nelson Roque  | 46' |
| 3  | DEF | Rodolfo Salas | 76' |
| 16 | DEL | Gino Pérez    | 82' |

| 22 | MED | Frank Áivar       | 35' |
| 26 | DEF | Kohji Aparicio    | 78' |
| 28 | DEL | Jhuosephz Padilla | 55' |

| Anotado | 61' | Luis Salhuana | 1-2 |
| Anotado | 75' | Saúl Giral    | 2-2 |
| Anotado | 86' | Héctor Rojas  | 3-2 |

| Anotado | 11' | Ricardo Ronceros | 0-1 |
| Anotado | 42' | Renzo Guevara    | 0-2 |

| Amonestado | 35' | Saúl Giral     |
| Amonestado | 32' | Moisés Condori |

| Amonestado | 32' | Víctor Rojas     |
| Amonestado | 72' | Ricardo Ronceros |
| Amonestado | 47' | Luis Laguna      |

| Otorgado · Otorgado otra vez · Expulsado | 18'18' | Carlos Sotelo |

| Árbitro             | Víctor Hugo Carrillo |
| Árbitros asistentes | Jonny Bossio         |
| Árbitros asistentes | Braulio Cornejo      |
| Cuarto árbitro      | Miguel Santiváñez    |

|                |
| Campeón        |
| UTC 2.º título |

| Campaña UTC 2012 | Campaña UTC 2012 | Campaña UTC 2012 | Campaña UTC 2012 | Campaña UTC 2012 | Campaña UTC 2012 | Campaña UTC 2012 | Campaña UTC 2012 | Campaña UTC 2012 | Campaña UTC 2012 | Campaña UTC 2012 | Campaña UTC 2012 | Campaña UTC 2012 | Campaña UTC 2012 | Campaña UTC 2012 | Campaña UTC 2012 | Campaña UTC 2012 | Campaña UTC 2012 | Campaña UTC 2012 | Campaña UTC 2012 | Campaña UTC 2012 | Campaña UTC 2012 | Campaña UTC 2012 | Campaña UTC 2012 | Campaña UTC 2012 | Campaña UTC 2012 | Campaña UTC 2012 | Campaña UTC 2012 | Campaña UTC 2012 | Campaña UTC 2012 | Campaña UTC 2012 | Campaña UTC 2012 | Campaña UTC 2012 | Campaña UTC 2012 | Campaña UTC 2012 | Campaña UTC 2012 | Campaña UTC 2012 | Campaña UTC 2012 | Campaña UTC 2012 | Campaña UTC 2012 | Campaña UTC 2012 | Campaña UTC 2012 | Campaña UTC 2012 |
| ---------------- | ---------------- | ---------------- | ---------------- | ---------------- | ---------------- | ---------------- | ---------------- | ---------------- | ---------------- | ---------------- | ---------------- | ---------------- | ---------------- | ---------------- | ---------------- | ---------------- | ---------------- | ---------------- | ---------------- | ---------------- | ---------------- | ---------------- | ---------------- | ---------------- | ---------------- | ---------------- | ---------------- | ---------------- | ---------------- | ---------------- | ---------------- | ---------------- | ---------------- | ---------------- | ---------------- | ---------------- | ---------------- | ---------------- | ---------------- | ---------------- | ---------------- | ---------------- |
|                  |                  |                  |                  |                  |                  |                  |                  |                  |                  |                  |                  |                  |                  |                  |                  |                  |                  |                  |                  |                  |                  |                  |                  |                  |                  |                  |                  |                  |                  |                  |                  |                  |                  |                  |                  |                  |                  |                  |                  |                  |                  |                  |
| Region II (*)    |                  |                  |                  |                  |                  |                  |                  |                  |                  |                  |                  |                  |                  |                  |                  |                  |                  |                  |                  |                  |                  |                  |                  |                  |                  |                  |                  |                  |                  |                  |                  |                  |                  |                  |                  |                  |                  |                  |                  |                  |                  |                  |

| 22-09-2012                                                    | Héroes de San Ramón    | Cajamarca | UTC               | 3 - 0 | Sport Alto Mayo      |
| 26-09-2012                                                    | Mansiche               | Trujillo  | Carlos A. Manucci | 1 - 2 | UTC                  |
| 07-10-2012                                                    | Gran Saposoa           | Saposoa   | Sport Alto Mayo   | 3 - 1 | UTC                  |
| 11-10-2012                                                    | Héroes de San Ramón    | Cajamarca | UTC               | 3 - 0 | Carlos A. Manucci    |
| 16-10-2012                                                    | Mansiche               | Trujillo  | UTC               | 1 - 0 | Sport Alto Mayo      |
| 21-10-2012                                                    | Juan Maldonado Gamarra | Cutervo   | Alianza Cutervo   | 2 - 3 | UTC                  |
| 28-10-2012                                                    | Héroes de San Ramón    | Cajamarca | UTC               | 4 - 1 | Alianza Cutervo      |
| Etapa Nacional: Octavos de final                              |                        |           |                   |       |                      |
| 11-11-2012                                                    | Héroes de San Ramón    | Cajamarca | UTC               | 5 - 1 | Alfred Nobel         |
| 15-11-2012                                                    | Mariscal Cáceres       | Tumbes    | Alfred Nobel      | 3 - 0 | UTC                  |
| Etapa Nacional: Cuartos de final                              |                        |           |                   |       |                      |
| 18-11-2012                                                    | Mariscal Cáceres       | Tumbes    | Sporting Pizarro  | 0 - 0 | UTC                  |
| 21-11-2012                                                    | Héroes de San Ramón    | Cajamarca | UTC               | 4 - 0 | Sporting Pizarro     |
| Pre-Semifinal (**)                                            |                        |           |                   |       |                      |
| 25-11-2012                                                    | Mansiche               | Trujillo  | UTC               | 2 - 1 | Alfred Nobel(Tumbes) |
| Etapa Nacional: Semifinal                                     |                        |           |                   |       |                      |
| 28-11-2012                                                    | Héroes de San Ramón    | Cajamarca | UTC               | 7 - 0 | Alianza Cristiana    |
| 02-12-2012                                                    | Max Augustín           | Iquitos   | Alianza Cristiana | 0 - 0 | UTC                  |
| Etapa Nacional: Gran Finalísima                               |                        |           |                   |       |                      |
| 09-12-2012                                                    | Héroes de San Ramón    | Cajamarca | UTC               | 2 - 0 | Alfonso Ugarte       |
| 16-12-2012                                                    | Enrique Torres Belon   | Puno      | Alfonso Ugarte    | 3 - 2 | UTC                  |
| Universidad Técnica de Cajamarca Campeón de la Copa Perú 2012 |                        |           |                   |       |                      |

(*)UTC participó directamente desde la Regional debido a que el año anterior(2011), fue eliminado en la Etapa Nacional.
(**)Se jugó un partido en cancha neutral(Trujillo) debido a la resolución de la CJ-FPF ante el reclamo por parte del equipo académico.